# アーラムギール2世
アーラムギール2世（ヒンディー語：आलमगीर द्वितीय, ウルドゥー語：عالمگیر ثانی, Alamgir II, 1699年6月6日 - 1759年11月29日）は、北インド、ムガル帝国の第14代君主（在位：1754年 - 1759年）。第8代君主ジャハーンダール・シャーの三男。母はラール・クンワル 。
その治世は一貫して地方勢力の台頭に加え、イギリスなど西洋列強の覇権闘争に翻弄され、皇帝には太刀打ちできないアフガン勢力ドゥッラーニー朝の脅威にさらされていた。

## 生涯

### 即位以前と即位

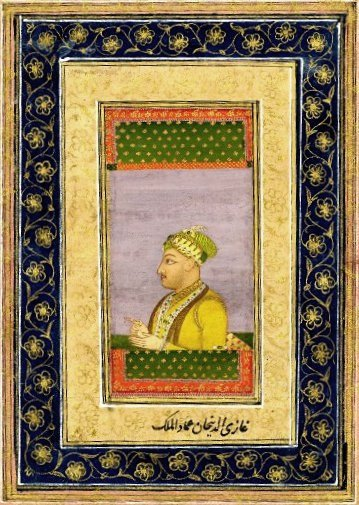
ガーズィー・ウッディーン・ハーン

1699年6月3日、アーラムギール2世は、ムガル帝国の皇帝ジャハーンダール・シャーとその妃ラール・クンワルの息子として生まれた。
1712年2月、父ジャハーンダール・シャーが帝位をめぐる争いで敗れたのち、新帝ファッルフシヤルの命により、彼とほかの兄弟らはデリーに幽閉された。
その間、多数の皇帝たちが擁廃位され、1754年6月2日に時の皇帝アフマド・シャーが軍務大臣ガーズィー・ウッディーン・ハーンに廃位されたとき、長らく幽閉されていたこの皇子がアーラムギール2世として新たな皇帝となった。

### 混乱する帝国

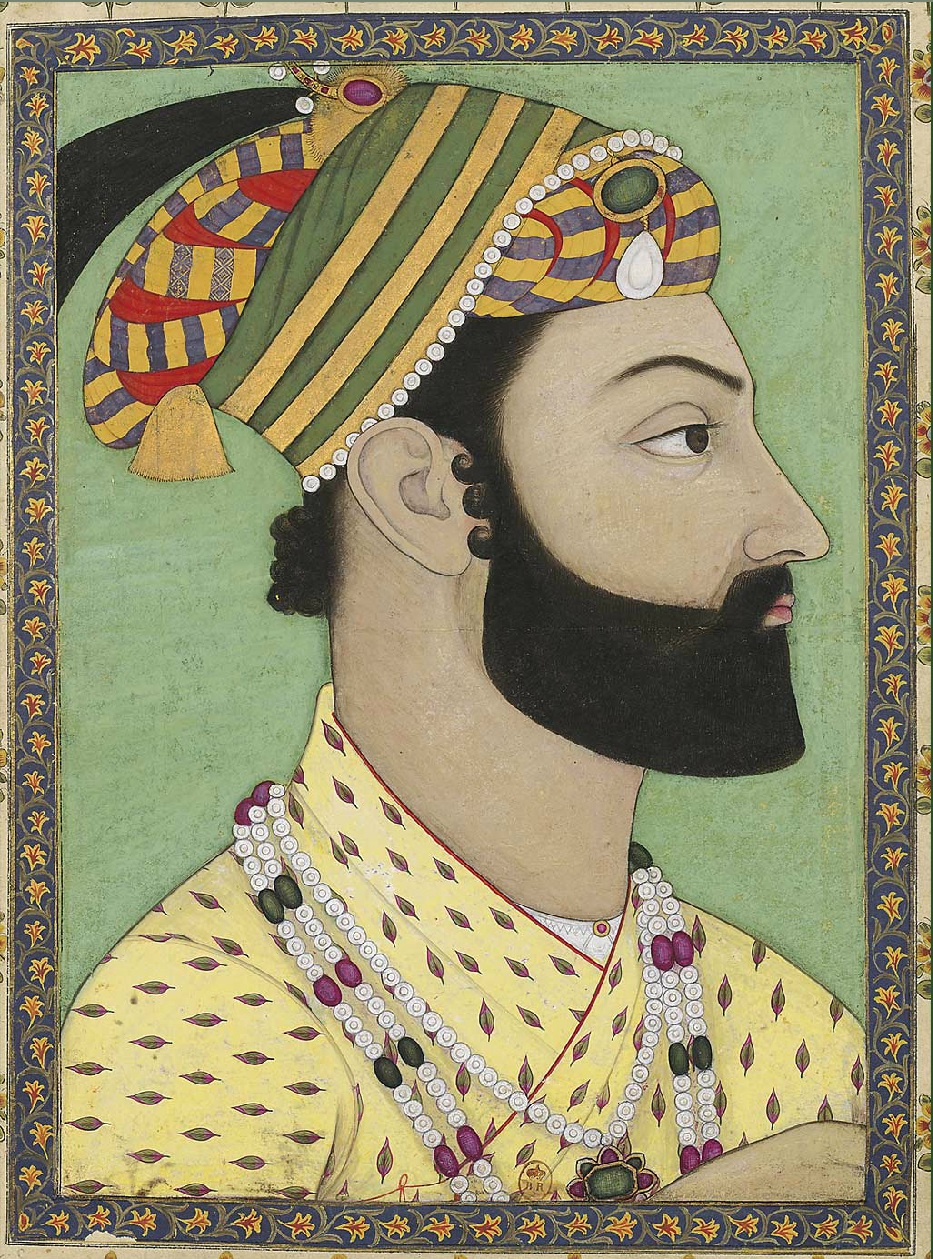
アフマド・シャー・ドゥッラーニー

アーラムギール2世は高齢の皇帝であり、政治にも無関心だったことが、アノンの著書「アーラムギール2世伝」で「もっぱら歴史書を読むのに没頭した」と書き残していることから伝わってくる。
このような記述から、アーラムギール2世は「世界を奪った者」を意味する「アーラムギール」の名を持つにふさわしくなく、皇帝としても不適任な人物だった。
一方、宰相となったガーズィー・ウッディーン・ハーンは皇帝を意のままに操れるようになり、事実上政治の実権を掌握した。だが、ガーズィー・ウッディーン・ハーンには軍に支払う金を調達する能力はなく、彼が実権を得る為に協力したマラーターのシンディア家、ホールカル家にも報酬を払えず、マラーターは協定違反としてデリー近郊を略奪した。
また、アーグラ付近に領土を持つジャート族のバラトプル王国は依然として健在であり、デリーの東方及び北方ではアフガン系ローヒラー族がその支配を拡大するのを阻止できなかった。
宰相ガーズィー・ウッディーンはこの状況を打開するため、1756年に軍を動員し、ローヒラー族の支配していたパンジャーブのラホールを奪った。しかし、ローヒラー族の族長ナジーブ・ハーンは、アフガン王アフマド・シャー・ドゥッラーニーと常に連絡を取り合えるようにしており、ガーズィー・ウッディーン・ハーンの軍事行動は挑発以外の何でもなかった。
同年12月、アフマド・シャー・ドゥッラーニーはラホールを奪い返し、翌1757年1月にムガル帝国の首都デリーを占領した。デリーはアフガン軍により略奪され、その近郊アーグラやヒンドゥー教の聖地マトゥラーやヴリンダーヴァンでも同様に略奪が行われた。デリーでは徹底した虐殺が行われ、ほかの占領された都市でも同様に虐殺が行われた。
4月、アフマド・シャー・ドゥッラーニーはアーラムギール2世にパンジャーブ、カシミール、シンドなどの統治権を認めさせ、莫大な略奪品とともにアフガニスタンへと引き上げた。このとき、アーラムギール2世や先々代のムハンマド・シャーの娘などムガル帝国の皇女20人も連れ去られた。アフガン軍撤退後、宰相位を追われていたガーズィー・ウッディーンは復職したものの、その頃には監督官となったナジーブ・ハーンが事実上の権力者となっていた。
このアフガン軍の行動に対し、マラーター王国宰相バーラージー・バージー・ラーオはすぐに弟ラグナート・ラーオをデリーに送った。だが、同年8月に彼がデリーの戦いでアフガン勢力を破ったときには、アフマド・シャーはすでに退却しており間に合わなかった。この結果、ナジーブ・ハーンはデリーを追い出され、マラーター軍はパンジャーブ一帯の占領に取り掛かった（マラーターのインド北西部征服）。

### 帝国主義とイギリスの勢力拡大

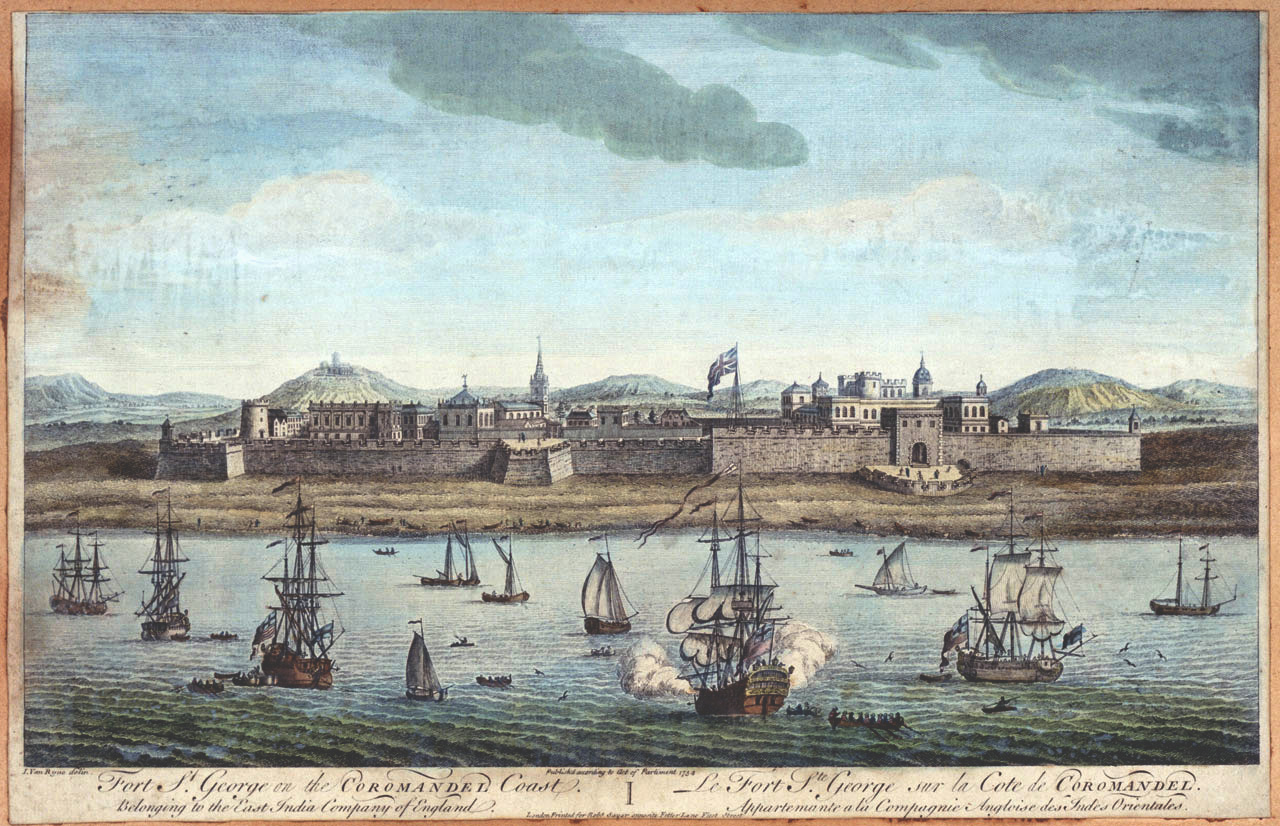
マドラスのセント・ジョージ要塞

さて、ムガル帝国が内外における争いにとらわれている間、帝国の衰退も相まって、18世紀以降本格的にヨーロッパ諸国といった列強がインドに進出してきた。
インドは綿花など優れた一次産品で列強の注目を引き、すでに17世紀以降列強各国が「東インド会社」を設置、インドの各地に商館ができてそれら商品の取引が行われた。一方、18世紀のヨーロッパでは、政治面では主権国家体制の端緒としての君主独裁政治（絶対王政）が次第に破壊されてブルジョワ革命が進み、人権をもつ市民という意識が西洋人の間で高まっていった。この間、産業面でも生産技術や生産体系が発達し、資本主義が空前の発展を遂げた。ところが、その進展段階で工場用地や住居用地などの土地不足が問題となった。それならば外国へ進出して自国の市場を広げようということで、資本主義は新たに帝国主義という植民地競争の様相を呈するようになる。
こうした事情から、ヨーロッパの列強諸国はインドや東南アジアにおける植民地を問題にしてたびたび争った。インドでは、フランスとイギリスの勢力が激しい戦争を繰り広げた。1757年6月にベンガル太守と結んだフランス東インド会社の軍隊はロバート・クライヴ率いるイギリス東インド会社の軍隊に敗れた（プラッシーの戦い）。ベンガルにおけるイギリスの支配権はこれで確定し、第三次カーナティック戦争にも敗北したフランスの勢力はインドから撤退し、主に東南アジアへと移った。
ムガル帝国にはこれらの争いにつけいる隙が無かったということは、帝国にかつての空前の繁栄は戻らないということをはっきりと示すものであった。以来、帝国の運命は（主にイギリスの）産業革命に翻弄されることになる。
また、イギリスがプラッシーの戦いに勝利した際、アーラムギール2世はその戦いのイギリス軍指揮官であるロバート・クライヴに、「ムガル帝国の花であり、保護者であり、最も勇敢な兵士である」と勅書を送っている。アーラムギール2世はイギリスが本当の侵略者と知っていたのかは不明である。

### 混乱と死

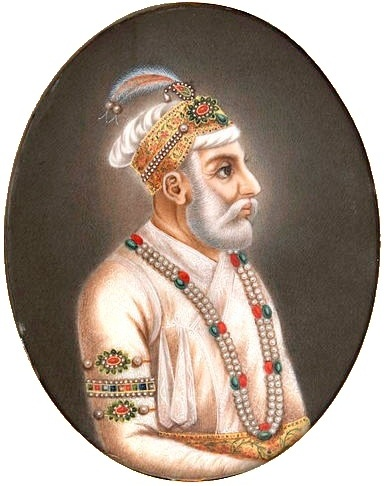
アーラムギール2世

フィールーズ・シャー・コートラ

北西インドのシク教徒らはアフガン勢力の統治を嫌い、アフマド・シャー・ドゥッラーニーがインドから去ると、インドのアフガン領で一斉に反乱が起きた。また、北西方面に進んだマラーター同盟は、1758年4月20日にラホールを、同年5月8日にペシャーワルを占領し、パンジャーブ一帯を占領した。そのため、1759年にアフガン軍がその奪還のためにインドに侵攻し、マラーターからラホールとペシャーワルを奪い返し、アフガン勢力は再びデリーに近づいてきた。
このように、アフガン軍がインドに侵入して情勢が乱れると、宰相ガーズィー・ウッディーン・ハーンは自分の手駒であるアーラムギール2世がアフマド・シャー・ドゥッラーニーの手に渡るのではないかと恐れるようになった。
同年11月29日、皇帝アーラムギール2世はデリーのフィールーズ・シャー・コートラでスーフィーに会おうと思って訪れたとき、ガーズィー・ウッディーン・ハーンに暗殺された。その遺体は近くの川に投げ込まれ、のちに回収されてフマーユーン廟に埋葬された。
12月10日、ガーズィー・ウッディーン・ハーンはアウラングゼーブの息子カーム・バフシュの孫に当たるシャー・ジャハーン3世を傀儡の皇帝とした。一方、アーラムギール2世暗殺の報は、12月には国境にいたその息子アリー・ガウハールのもとにも伝わっており、同月24日に彼は帝位を宣し、シャー・アーラム2世となった。

## 家族

### 父母
- ジャハーンダール・シャー
- ラール・クンワル

### 后妃

#### 正室
- アミーン・ハーンの娘
- サイイド・ベーグム
- ズィーナト・マハル（ビラール・クンワール）
- ファイズ・バフト・ベーグム
- アズィーザーバーディー・マハル
- ラティーファ・ベーグム
- ズィーナト・アフルーズ・ベーグム
- アウランガーバーディー・マハル

計8人。

#### 側室
なし。

### 息子
- シャー・アーラム2世
- ミールザー・アリー・アスガル
- ミールザー・ヒダーヤト・バフシュ
- ミールザー・ターリー・ムラード・シャー
- ミールザー・ジャミーヤト・シャー
- ミールザー・ヒンマト・シャー
- ミールザー・アフサーヌッディーン
- ミールザー・ムバーラク・シャー

計8人。

### 娘
計12人。